# Écaillon (rivière)
Pour les articles homonymes, voir Écaillon.
L’Écaillon est une rivière française du département du Nord et un affluent droit de l'Escaut.

## Géographie
Elle prend sa source à l'est de Locquignol, à 166 mètres d'altitude, dans la forêt domaniale de Mormal. Elle adopte une direction sud-est vers  nord-ouest.
Elle se jette dans l'Escaut en aval de Thiant, sur la commune de Prouvy, à 28 mètres d'altitude, après un parcours de 33,2 kilomètres. Sa pente moyenne est de 4,1 ‰.
Attention : ne pas confondre cette rivière avec le ruisseau l'Escaillon, traversant la commune homonyme d'Écaillon et situé, en gros, à plus de vingt-huit kilomètres au nord-ouest de Vendegies-sur-Écaillon

### Communes et cantons traversés
Dans le seul département du Nord, l'Écaillon traverse treize communes et trois cantons :
- Locquignol (source), Louvignies-Quesnoy, Ghissignies, Beaudignies, Capelle, Bermerain, Saint-Martin-sur-Écaillon, Vendegies-sur-Écaillon, Sommaing, Verchain-Maugré, Monchaux-sur-Écaillon, Thiant, Prouvy (confluence).

Soit en termes de cantons, l'Écaillon prend sa source dans le canton du Quesnoy-Est, traverse le canton de Solesmes et conflue dans le canton de Valenciennes-Sud, le tout dans les trois arrondissements d'Avesnes-sur-Helpe, Cambrai et Valenciennes.

### Toponymes
L'Écaillon a donné son hydronyme à cinq communes :
- Capelle-sur-Ecaillon,  Saint-Martin-sur-Écaillon, Vendegies-sur-Écaillon, Sommaing-sur-Ecaillon,  Monchaux-sur-Écaillon.

## Affluents
L’Écaillon a dix tronçons affluents,, : 
- la Rue Salée,
- le ruisseau Tabar (rg) sur Locquignol dans la forêt de Mormal.
- le ruisseau rouillie grand hère,
- rivière l'Écaillon,
- le ruisseau du Château (rg) sur Louvignies-Quesnoy, Raucourt-au-Bois et Locquignol. (le château de Raucourt-au-Bois aussi mairie)
- le ruisseau des Frotottets (rg) sur Louvignies-Quesnoy et Raucourt-au-Bois.
- le ruisseau de Gay puis appelé le Pont à l'eau (rg) sur Ghissignies, Louvignies-Quesnoy, Englefontaine et Locquignol.
- le ruisseau de Saint-Georges (rg), 19,4 km sur les dix communes (et avec un affluent)[6]:
  - dans le sens amont vers aval : Locquignol (source), Hecq, Englefontaine, Poix-du-Nord, Neuville-en-Avesnois, Salesches, Beaudignies, Escarmain, Capelle, Bermerain (confluence).
  - le ruisseau de la Fontaine Lecomte (rg) 4,1 km sur les deux communes de Poix-du-Nord, et Preux-au-Bois.
- le ruisseau des Harpies (rg), 23,7 km, sur les onze communes[7]
  - dans le sens amont vers aval : Locquignol (source), Preux-au-Bois, Robersart, Bousies, Croix-Caluyau, Vendegies-au-Bois, Romeries, Vertain, Haussy, Saint-Martin-sur-Écaillon, Vendegies-sur-Écaillon (confluence).
  - dans sa partie moyenne, cet affluent s'appelle aussi l'Hirondelle Majeure, et dans la sa partie haute le ruisseau à Grenouilles et pour Géoportail et le Sandre, a deux affluents[5]:
    - l’Hirondelle mineure (rg) et
    - le ruisseau des Près Moignet (rg)
- le Fossé à l'eau (rg) sur Verchain-Maugré

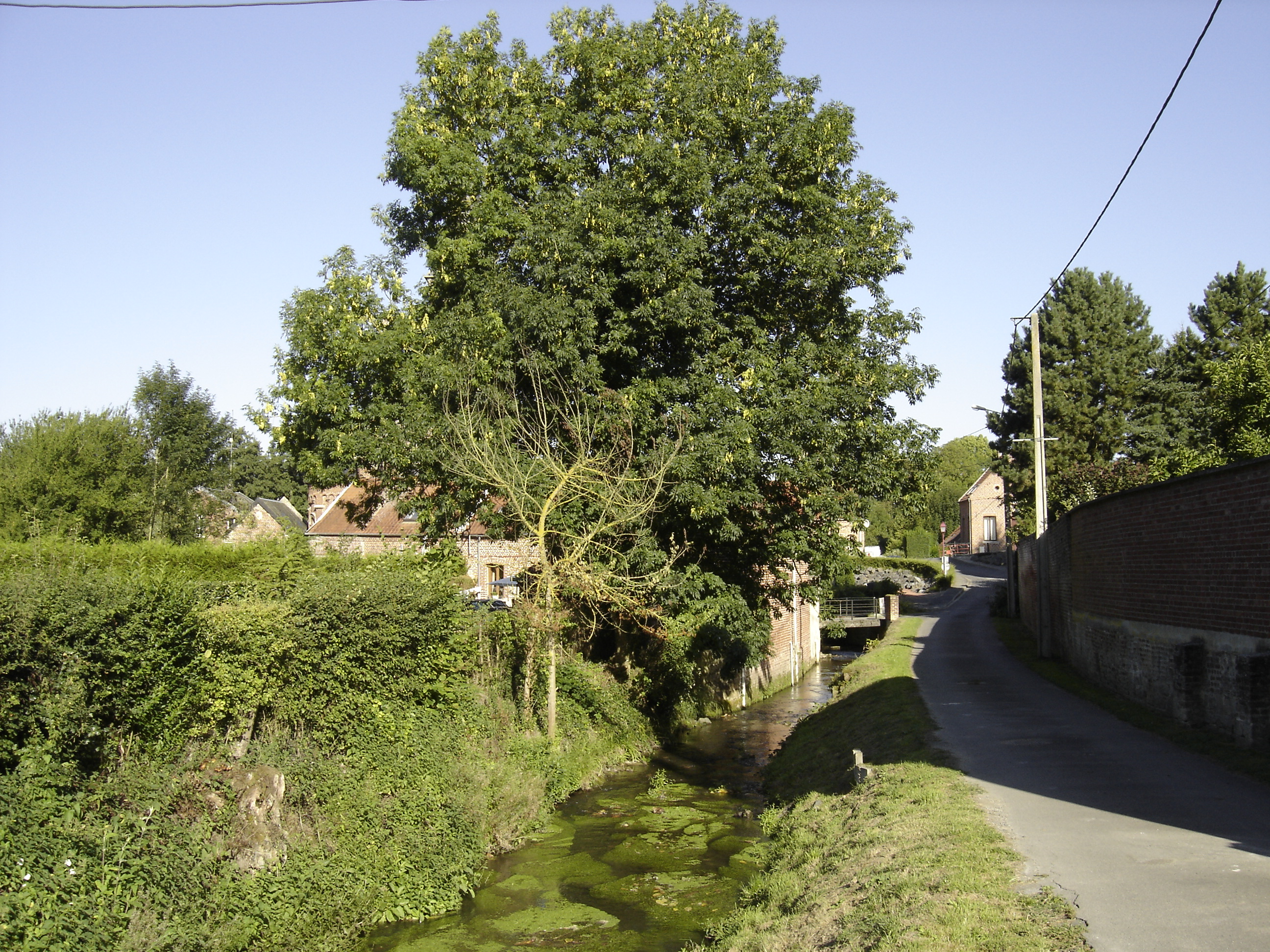
L'Écaillon à Ghissignies.

Le rang de Strahler est donc de quatre.

## Hydrologie

### L'Écaillon à Thiant
Une station hydrométrique sur l’Écaillon gérée par la DIREN - donc maintenant DREAL - Nord - Pas-de-Calais existe à Thiant.
Le module ou moyenne annuelle de son débit est à Thiant de 1,24 m3/s.

### Étiage ou basses eaux
À l'étiage, c'est-à-dire aux basses eaux, le VCN3, ou débit minimal du cours d'eau enregistré pendant trois jours consécutifs sur un mois, en cas de quinquennale sèche s'établit à 0,50 m3/s, ce qui reste très confortable,.

### Crues
Le QIX 2 est de 6,1 m3/s, et le QIX 5 est de 9,6 m3/s
Le QIX 10 est de 12 m3/s, le QIX 20 est de 14 m3/s et le QIX 50 est de 17 m3/s.
Le débit journalier maximal a été observé le 13 février 2002 pour 15,0 m3/s. Le débit instantané maximal a été observé le même 13 février 2002 avec 20,8 m3/s en même temps que la hauteur maximale instantanée de 162 cm soit 1,62 m.
La vallée de l'Écaillon est surveillée au titre des zones inondables,.
La dernière inondation bien référencée est celle du 13 février 2002 et la précédente du 21 juillet 1980 avait donné lieu à la création d'une association des sinistrés, désormais transformé en "association de préservation de la vallée". Une information sur des effondrements possibles sur la commune de Vendegies-sur-Écaillon a même été délivrée.

### Lame d'eau et débit spécifique
La lame d'eau écoulée dans cette partie du bassin versant de la rivière est de 227 millimètres annuellement, ce qui est en dessous de la moyenne en France. Le débit spécifique (Qsp) atteint 7,2 litres par seconde et par kilomètre carré de bassin.

## Histoire
L'Écaillon a probablement été utilisé par l'Homme dès la Préhistoire au Néolithique notamment puis dans la Gaule antique alors que l'ancienne forêt charbonnière commençait à s'éclaircir, sous l'occupation gallo-romaine et avant les grands défrichements qui ont dû en modifier le cours et la qualité.
Au VIIIe siècle l'abbaye de Denain est fondée et se trouve à proximité ainsi que du cours de l'Escaut
Il a autrefois été projeté de construire une liaison canalisée entre Sambre et Escaut par l'Écaillon.

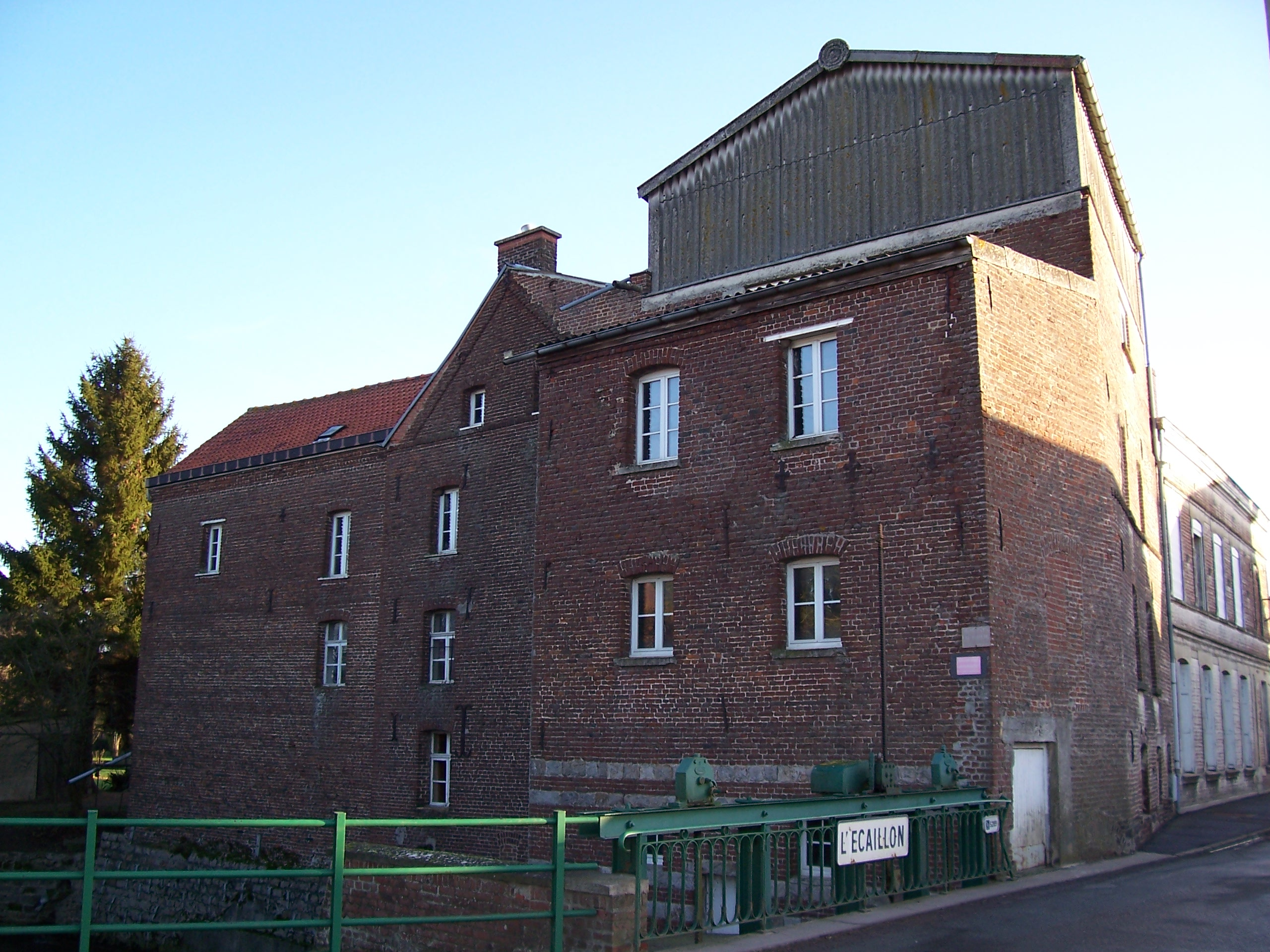
Moulin de Monchaux-sur-Écaillon.

### Étymologie
Le mot pourrait avoir la même origine que Escaut (il s'agirait alors d'un petit Escaut ; Escaillon).

## Écologie
L'Écaillon a deux stations qualité des eaux de surface sur son cours:
- à Beaudignies (code station = 01001283)
- à Thiant (code station = 01028000)

Avant de traverser la chaussée Brunehaut (RD 932), entre Locquignol et Louvignies-Quesnoy, l'Écaillon traverse l'étang de l'Écaillon.

### Biodiversité
À la suite du constat de la raréfaction de la truite Fario, dès 2007, grâce à des opérations de décolmatage par enlèvement des sédiments dans les frayères et de la gestion des embâcles (accumulation de débris de branchage), le nombre de frayères est passé de 40 à 70 de 2005 à 2008.